# Jared Micallef
Jared Micallef (* 22. Mai 1998) ist ein australisch-maltesischer Leichtathlet, der sich auf den Mittelstreckenlauf spezialisiert hat und seit Juni 2022 für Malta startberechtigt ist. Aktuell ist er Inhaber der maltesischen Landesrekorde über 800 und 1500 Meter.

## Sportliche Laufbahn
Erste Erfahrungen bei internationalen Meisterschaften sammelte Jared Micallef im Jahr 2017, als er bei den U20-Ozeanienmeisterschaften in Suva in 1:54,22 min die Goldmedaille im 800-Meter-Lauf gewann. Nach seinem Nationenwechsel siegte er 2023 bei den Spielen der kleinen Staaten von Europa in 1:50,22 min über 800 Meter und sicherte sich in 3:44,48 min die Bronzemedaille im 1500-Meter-Lauf hinter dem Andorraner Pol Moya und Charles Grethen aus Luxemburg. Zudem belegte er mit der maltesischen 4-mal-400-Meter-Staffel in 3:24,67 min den sechsten Platz. Im Jahr darauf belegte er bei den Balkan-Meisterschaften in Izmir in 1:49,57 min den sechsten Platz über 800 Meter. Kurz darauf schied er bei den Europameisterschaften in Rom mit 1:47,91 min in der ersten Runde aus.

## Persönliche Bestleistungen
- 400 Meter: 47,97 s, 5. März 2022 in Brisbane
- 800 Meter: 1:46,50 min, 20. Mai 2023 in Karlsruhe (maltesischer Rekord)
- 1500 Meter: 3:44,48 min, 1. Juni 2023 in Marsa (maltesischer Rekord)